# Fifty Lakes (Minnesota)
Fifty Lakes es una ciudad ubicada en el condado de Crow Wing en el estado estadounidense de Minnesota. En el Censo de 2010 tenía una población de 387 habitantes y una densidad poblacional de 4,51 personas por km².

## Geografía
Fifty Lakes se encuentra ubicada en las coordenadas 46°45′58″N 94°7′9″O / 46.76611, -94.11917. Según la Oficina del Censo de los Estados Unidos, Fifty Lakes tiene una superficie total de 85.88 km², de la cual 75.63 km² corresponden a tierra firme y (11.93%) 10.25 km² es agua.

## Demografía
Según el censo de 2010, había 387 personas residiendo en Fifty Lakes. La densidad de población era de 4,51 hab./km². De los 387 habitantes, Fifty Lakes estaba compuesto por el 99.22% blancos, el 0% eran afroamericanos, el 0% eran amerindios, el 0% eran asiáticos, el 0% eran isleños del Pacífico, el 0.78% eran de otras razas y el 0% pertenecían a dos o más razas. Del total de la población el 0.78% eran hispanos o latinos de cualquier raza.